# الکساندر زاواتسکی
الکساندر زاواتسکی (به لهستانی: Aleksander Zawadzki) تلفظ لهستانی: [alɛˈksandɛr zaˈvat͡skʲi]); یک چهره سیاسی کمونیست اهل لهستان و رئیس شورا حکومت جمهوری خلق لهستان از سال ۱۹۵۲ تا سال ۱۹۶۴ بود. 
وی در سال ۱۹۶۴ بر اثر بیماری سرطان درگذشت.